# Олцнава
Олцнава (слч. Olcnava) насељено је мјесто са административним статусом сеоске општине (слч. obec) у округу Спишка Нова Вес, у Кошичком крају, Словачка Република.

## Становништво
| Година:    | 1994. | 2004.   | 2014.   | 2024.   |
| ---------- | ----- | ------- | ------- | ------- |
| Број људи: | 900   | 969     | 1044    | 1015    |
| Разлика:   |       | +7,66 % | +7,73 % | -2,77 % |

| Година:    | 2023. | 2024.   |
| ---------- | ----- | ------- |
| Број људи: | 1018  | 1015    |
| Разлика:   |       | -0,29 % |

Према подацима о броју становника из 2011. године насеље је имало 1.038 становника.